# Йохен Майснер
Йохен Майснер (нім. Jochen Meißner, 8 травня 1943) — німецький академічний веслувальник.
Срібний призер Олімпійських Ігор 1968 року в одиночці, учасник 1972 року.
Бронзовий призер Чемпіонату світу 1966 року в одиночці.
Чемпіон Європи 1965 року в одиночці, бронзовий призер 1969 року в одиночці.